# Campeonato Mundial de Halterofilismo de 2013 - Até 53 kg feminino
A categoria até 53 kg feminino foi um evento do Campeonato Mundial de Halterofilismo de 2013, disputado no Salão do Centenário, em Breslávia, na Polónia, no dia 21 de outubro de 2013. 

## Calendário
Horário local (UTC+2)
| Dia           | Horário | Fase    |
| ------------- | ------- | ------- |
| 21 de outubro | 12:00   | Grupo B |
| 21 de outubro | 16:55   | Grupo A |

## Medalhistas
| Evento    | Ouro           | Ouro   | Prata                 | Prata  | Bronze                | Bronze |
| --------- | -------------- | ------ | --------------------- | ------ | --------------------- | ------ |
| Arranque  | Li Yajun (CHN) | 100 kg | Sopita Tanasan (THA)  | 91 kg  | Iulia Paratova (UKR)  | 90 kg  |
| Arremesso | Li Yajun (CHN) | 121 kg | Kittima Sutanan (THA) | 114 kg | Rusmeris Villar (COL) | 112 kg |
| Total     | Li Yajun (CHN) | 221 kg | Sopita Tanasan (THA)  | 203 kg | Kittima Sutanan (THA) | 200 kg |

## Recordes
Antes desta competição, o recorde mundial da prova era o seguinte:
| Recorde         | Tipo      | Atleta                   | Peso   | Local     | Data                   |
| Recorde Mundial | Arranque  | Li Ping (CHN)            | 103 kg | Guangzhou | 14 de novembro de 2010 |
| Recorde Mundial | Arremesso | Zulfiya Chinshanlo (KAZ) | 130 kg | Paris     | 6 de novembro de 2011  |
| Recorde Mundial | Total     | Li Ping (CHN)            | 230 kg | Guangzhou | 14 de novembro de 2010 |

## Resultado
Os resultados foram os seguintes. 
| Pos.              | Atleta                      | Grupo | Peso  | Arranque (kg) | Arranque (kg) | Arranque (kg) | Arranque (kg)     | Arremesso (kg) | Arremesso (kg) | Arremesso (kg) | Arremesso (kg)    | Total |
| Pos.              | Atleta                      | Grupo | Peso  | 1             | 2             | 3             | Resultado         | 1              | 2              | 3              | Resultado         | Total |
| ----------------- | --------------------------- | ----- | ----- | ------------- | ------------- | ------------- | ----------------- | -------------- | -------------- | -------------- | ----------------- | ----- |
| Medalha de ouro   | Li Yajun (CHN)              | A     | 52.39 | 95            | 100           | 104           | Medalha de ouro   | 115            | 120            | 121            | Medalha de ouro   | 221   |
| Medalha de prata  | Sopita Tanasan (THA)        | A     | 52.73 | 85            | 89            | 91            | Medalha de prata  | 109            | 112            | 113            | 4                 | 203   |
| Medalha de bronze | Kittima Sutanan (THA)       | A     | 52.88 | 86            | 90            | 90            | 5                 | 110            | 114            | 118            | Medalha de prata  | 200   |
| 4                 | Rusmeris Villar (COL)       | A     | 52.37 | 85            | 88            | 88            | 7                 | 110            | 110            | 112            | Medalha de bronze | 197   |
| 5                 | Iulia Paratova (UKR)        | A     | 52.46 | 90            | 92            | 92            | Medalha de bronze | 105            | 110            | 110            | 8                 | 195   |
| 6                 | Margarita Mercado (COL)     | A     | 52.90 | 87            | 90            | 90            | 4                 | 108            | 108            | 111            | 6                 | 195   |
| 7                 | Marina Sisoeva (UZB)        | B     | 52.79 | 77            | 80            | 82            | 9                 | 100            | 105            | 108            | 5                 | 190   |
| 8                 | Margarita Yelisseyeva (KAZ) | B     | 51.77 | 80            | 85            | 85            | 6                 | 97             | 101            | 104            | 9                 | 186   |
| 9                 | Hiromi Miyake (JPN)         | A     | 49.17 | 80            | 83            | 83            | 10                | 105            | 110            | 110            | 7                 | 185   |
| 10                | Rosane Santos (BRA)         | B     | 52.61 | 80            | 80            | 85            | 8                 | 92             | 92             | 97             | 10                | 182   |
| 11                | Sharifah Inani Najwa (MAS)  | B     | 52.60 | 72            | 72            | 76            | 13                | 90             | 95             | 95             | 11                | 167   |
| 12                | Amandeep Kaur (IND)         | B     | 52.52 | 70            | 73            | 73            | 12                | 90             | 90             | 93             | 12                | 163   |
| —                 | Ayşegül Çoban (TUR)         | A     | 52.70 | 77            | 80            | 80            | 11                | 111            | 111            | 111            | —                 | —     |
| —                 | Lena Berntsson (SWE)        | B     | 52.55 | 70            | 70            | 70            | —                 | 85             | 88             | 88             | 13                | —     |
| DSQ               | Cristina Iovu (AZE)         | A     | 52.73 | 93            | 96            | 100           | —                 | 113            | 120            | 121            | —                 | —     |